# Premier ministre de Sainte-Lucie
Le Premier ministre de Sainte-Lucie (en anglais : Prime Minister of Saint Lucia) est le chef du gouvernement de Sainte-Lucie et détient la réalité du pouvoir exécutif. Il est généralement le chef du parti arrivé en tête aux élections législatives et lui-même député.

## Histoire
Après la dissolution de la colonie des Îles-du-Vent britanniques, Sainte-Lucie adopte un système ministériel comme territoire de la Fédération des Indes occidentales et un conseil des ministres dirigé par un ministre en chef (Chief Minister) se met en place reprenant des prérogatives exercées auparavant par le gouverneur.
De 1967 à 1979, l'ordre constitutionnel de Sainte-Lucie est régi par le West Indies Act of 1967 qui en faisait un état associé au Royaume-Uni et le chef de son gouvernement était dénommé Premier of Saint-Lucia. La forme actuelle du gouvernement de Sainte-Lucie date du 22 février 1979, date de l'indépendance du pays et conformément à la constitution de 1978.

## Liste des titulaires

### Ministres en chef de Sainte-Lucie (1960-1967)
| N° | Portrait       | Titulaire (Naissance-mort) | Élection | Mandat           | Mandat        | Mandat           | Parti politique | Parti politique | Réf.  |
| N° | Portrait       | Titulaire (Naissance-mort) | Élection | Début            | Fin           | Durée            | Parti politique | Parti politique | Réf.  |
| -- | -------------- | -------------------------- | -------- | ---------------- | ------------- | ---------------- | --------------- | --------------- | ----- |
| 1  | George Charles | George Charles (1916-2004) | 1961     | 1er janvier 1960 | avril 1964    | 4 ans et 3 mois  |                 | SLP             | [ 4 ] |
| 2  | John Compton   | John Compton (1925-2007)   | 1964     | avril 1964       | 1er mars 1967 | 2 ans et 11 mois |                 | UWP             | [ 4 ] |

### Premiers ministres du territoire de Sainte-Lucie (1967-1979)
| N° | Portrait     | Titulaire (Naissance-mort) | Élection  | Mandat        | Mandat          | Mandat                      | Parti politique | Parti politique | Réf.  |
| N° | Portrait     | Titulaire (Naissance-mort) | Élection  | Début         | Fin             | Durée                       | Parti politique | Parti politique | Réf.  |
| -- | ------------ | -------------------------- | --------- | ------------- | --------------- | --------------------------- | --------------- | --------------- | ----- |
| 1  | John Compton | John Compton (1925-2007)   | 1969 1974 | 1er mars 1967 | 22 février 1979 | 11 ans, 11 mois et 21 jours |                 | UWP             | [ 4 ] |

### Premiers ministres de Sainte-Lucie (depuis 1979)
| N°  | Portrait        | Titulaire (Naissance-mort)   | Élection                                 | Mandat           | Mandat                              | Mandat                     | Parti politique | Parti politique | Réf.  |
| N°  | Portrait        | Titulaire (Naissance-mort)   | Élection                                 | Début            | Fin                                 | Durée                      | Parti politique | Parti politique | Réf.  |
| --- | --------------- | ---------------------------- | ---------------------------------------- | ---------------- | ----------------------------------- | -------------------------- | --------------- | --------------- | ----- |
| 1   | John Compton    | John Compton (1925-2007)     | —                                        | 22 février 1979  | 2 juillet 1979                      | 4 mois et 10 jours         |                 | UWP             | [ 4 ] |
| 2   | Allan Louisy    | Allan Louisy (1916-2011)     | 1979                                     | 2 juillet 1979   | 4 mai 1981                          | 1 an, 10 mois et 2 jours   |                 | SLP             | [ 4 ] |
| 3   | Winston Cenac   | Winston Cenac (1925-2004)    | —                                        | 4 mai 1981       | 17 janvier 1982                     | 8 mois et 13 jours         |                 | SLP             | [ 4 ] |
| —   | Michael Pilgrim | Michael Pilgrim (né en 1947) | intérim                                  | 17 janvier 1982  | 3 mai 1982                          | 3 mois et 16 jours         |                 | PLP             | ,     |
| (1) | John Compton    | John Compton (1925-2007)     | 1982 1987 (6 avril) 1984 (30 avril) 1992 | 3 mai 1982       | 2 avril 1996                        | 13 ans, 9 mois et 28 jours |                 | UWP             | [ 4 ] |
| 4   | Vaughan Lewis   | Vaughan Lewis (né en 1940)   | —                                        | 2 avril 1996     | 27 mai 1997                         | 1 an, 1 mois et 25 jours   |                 | UWP             | [ 4 ] |
| 5   | Kenny Anthony   | Kenny Anthony (né en 1951)   | 1997 2001                                | 27 mai 1997      | 11 décembre 2006                    | 9 ans, 6 mois et 14 jours  |                 | SLP             | [ 4 ] |
| (1) | John Compton    | Sir John Compton (1925-2007) | 2006                                     | 11 décembre 2006 | 7 septembre 2007 (mort en fonction) | 8 mois et 27 jours         |                 | UWP             | ,     |
| 6   | Stephenson King | Stephenson King (né en 1958) | —                                        | 7 septembre 2007 | 30 novembre 2011                    | 4 ans, 2 mois et 23 jours  |                 | UWP             | [ 4 ] |
| (5) | Kenny Anthony   | Kenny Anthony (né en 1951)   | 2011                                     | 30 novembre 2011 | 7 juin 2016                         | 4 ans, 6 mois et 8 jours   |                 | SLP             | [ 4 ] |
| 7   | Allen Chastanet | Allen Chastanet (né en 1960) | 2016                                     | 7 juin 2016      | 28 juillet 2021                     | 5 ans, 1 mois et 21 jours  |                 | UWP             | ,     |
| 8   | Philip Pierre   | Philip Pierre (né en 1954)   | 2021                                     | 28 juillet 2021  | en cours                            | 3 ans, 7 mois et 14 jours  |                 | SLP             | ,     |